# En försvunnen värld (bok, 1995)
En försvunnen värld (originaltitel: The Lost World) är en amerikansk thrillerroman skriven av Michael Crichton först publicerad i USA den 8 september 1995 av bokförlaget Alfred A. Knopf. Det var Crichtons tionde skönlitterära verk och uppföljare till Urtidsparken, mer känd under sin engelska titel Jurassic Park, från 1990.
Bokens titel kan ses som en hyllning till Arthur Conan Doyles roman med samma namn från 1912, som även har en liknande handling. En försvunnen värld utgavs i svensk översättning 1997 av förlaget Bra Böcker AB med översättning av Lars Krumlinde och Sven-Erik Täckmark.